# Reichstagswahlkreis Waldeck-Pyrmont

Die Wahlkreisaufteilung des Deutschen Reichs.

Der Reichstagswahlkreis Waldeck (in der reichsweiten Durchnummerierung auch Reichstagswahlkreis 373) war der Reichstagswahlkreis für das Fürstentum Waldeck für die Reichstagswahlen im Deutschen Reich und im Norddeutschen Bund von 1867 bis 1918.

## Wahlkreiszuschnitt
Er umfasste das ehemalige Fürstentum Waldeck-Pyrmont.
| Jahr | Einwohner |
| ---- | --------- |
| 1890 | 57.281    |
| 1895 | 57.766    |
| 1900 | 57.918    |
| 1905 | 59.127    |
| 1910 | 61.707    |

|      | Landwirtschaft | Industrie und Gewerbe | Handel und Dienstleistungen |
| ---- | -------------- | --------------------- | --------------------------- |
| 1895 | 57,6           | 25,4                  | 17,0                        |
| 1907 | 52,9           | 25,9                  | 21,2                        |

|      | Evangelisch | Katholisch |
| ---- | ----------- | ---------- |
| 1890 | 95,5        | 2,9        |
| 1905 | 95,2        | 3,2        |
| 1910 | 93,7        | 4,6        |

## Abgeordnete
| Wahl                         | Abgeordneter          | Partei   | Bild |
| ---------------------------- | --------------------- | -------- | ---- |
| Reichstagswahl Februar 1867  | Ludwig Severin        | NL       | 0    |
| Reichstagswahl August 1867   | Wilhelm Adolf Lette   | NL       |      |
| Ersatzwahl 1869              | Wilhelm Wehrenpfennig | NL       | 0    |
| Reichstagswahl 1871 bis 1877 | Johannes Miquel       | NL       |      |
| Reichstagswahl 1877 bis 1878 | Theodor von Bunsen    | NL       | 0    |
| Reichstagswahl 1878 bis 1895 | Friedrich Boettcher   | NL       | 0    |
| Ersatzwahl 1895 bis 1903     | Julius Konrad Müller  | DSozRefP | 0    |
| Reichstagswahl 1903 bis 1912 | Heinz Potthoff        | FrVg     |      |
| Reichstagswahl 1912 bis 1913 | Georg Vietmeyer       | WVg      |      |
| Ersatzwahl 1913 bis 1918     | Friedrich Naumann     | FoVP     |      |

## Wahlen

### 1867 (Februar)
Es fand nur ein Wahlgang statt. 2704 Stimmen wurden abgegeben. Die Zahl der gültigen Stimmen betrug 2703.
| Kandidat       | Partei    | Stimmen | in %   | Anmerkungen                                                                                            |
| -------------- | --------- | ------- | ------ | --- |
| Ludwig Severin | NL        | 2104    | 77,8 % | 0 |
| Otto Speyer    | unbekannt | 302     | 11,2 % | * 1822, 1852 bis 1870 Lehrer an der Höheren Bürgerschule in Arolsen, wissenschaftlicher Schriftsteller |
| 0              | Sonstige  | 297     | 11     | 0 |

### 1867 (August)
Es fand nur ein Wahlgang statt. Die Zahl der gültigen Stimmen betrug 562.
| Kandidat           | Partei   | Stimmen | in %   | Anmerkungen |
| ------------------ | -------- | ------- | ------ | ----------- |
| Theodor von Bunsen | NL       | 556     | 98,9 % | 0           |
| 0                  | Sonstige | 6       | 1,1    | 0           |

Theodor von Bunsen lehnte das Mandat wegen Doppelwahl ab und nahm stattdessen das Mandat in Solingen an.

### Ersatzwahl am 30. September 1867
Es fand nur ein Wahlgang statt.
| Kandidat            | Partei   | Stimmen | in % | Anmerkungen |
| ------------------- | -------- | ------- | ---- | ----------- |
| Wilhelm Adolf Lette | NL       | 658     | %    | 0           |
| Georg von Vincke    | AL       | 48      | %    | 0           |
| 0                   | Sonstige |         |      | 0           |

Lette starb am 3. Dezember 1868.

### Ersatzwahl am 16. März 1869
Es fand nur ein Wahlgang statt.
| Kandidat              | Partei   | Stimmen | in % | Anmerkungen |
| --------------------- | -------- | ------- | ---- | ----------- |
| Wilhelm Wehrenpfennig | NL       | 2069    | %    | 0           |
| Eduard Orth           | NL       | 1543    | %    | 0           |
| 0                     | Sonstige |         |      | 0           |

### 1871
Es fand nur ein Wahlgang statt. Die Zahl der Wahlberechtigten betrug 9520. 5087 Stimmen wurden abgegeben, die Wahlbeteiligung betrug 53,4 %.Die Zahl der gültigen Stimmen betrug 5083.
| Kandidat        | Partei   | Stimmen | in %   | Anmerkungen |
| --------------- | -------- | ------- | ------ | ----------- |
| Johannes Miquel | NL       | 4001    | 78,7 % | 0           |
| Eduard Orth     | NL       | 1077    | 21,2 % | 0           |
| 0               | Sonstige | 5       | 0,1    | 0           |

### 1874
Es fand nur ein Wahlgang statt. Die Zahl der Wahlberechtigten betrug 9362. 4372 Stimmen wurden abgegeben, die Wahlbeteiligung betrug 46,7 %. Die Zahl der gültigen Stimmen betrug 4349.
| Kandidat        | Partei   | Stimmen | in %   | Anmerkungen                                                                  |
| --------------- | -------- | ------- | ------ | ---------------------------------------------------------------------------- |
| Johannes Miquel | NL       | 4252    | 97,8 % | 0                                                                            |
| Karl Strossen   | K        | 92      | 2,1 %  | Bürgermeister in Herford, Direktor der Strafanstalt Herford und Münster, MdL |
| 0               | Sonstige | 5       | 0,1    | 0                                                                            |

### 1877
Es fand nur ein Wahlgang statt. Die Zahl der Wahlberechtigten betrug 9654. 5012 Stimmen wurden abgegeben, die Wahlbeteiligung betrug 51,9 %. Die Zahl der gültigen Stimmen betrug 4998.
| Kandidat                                     | Partei   | Stimmen | in %   | Anmerkungen |
| -------------------------------------------- | -------- | ------- | ------ | ----------- |
| Theodor von Bunsen                           | NL       | 4222    | 84,5 % | 0           |
| Karl Strossen                                | K        | 237     | 4,7 %  | 0           |
| Richard Graf zu Waldeck und Pyrmont-Bergheim | K        | 513     | 10,3 % | 0           |
| 0                                            | Sonstige | 26      | 0,5    | 0           |

### 1878
Es fand nur ein Wahlgang statt. Die Zahl der Wahlberechtigten betrug 9852. 6732 Stimmen wurden abgegeben, die Wahlbeteiligung betrug 68,3 %. Die Zahl der gültigen Stimmen betrug 6701.
| Kandidat                        | Partei   | Stimmen | in %   | Anmerkungen |
| ------------------------------- | -------- | ------- | ------ | ----------- |
| Friedrich Boettcher             | NL       | 3886    | 58 %   | 0           |
| Siegfried von Quast-Radensleben | K        | 1702    | 25,4 % | 0           |
| Theodor von Bunsen              |          | 1109    | 16,5 % | 0           |
| 0                               | Sonstige | 4       | 0,1    | 0           |

### 1881
Es fand nur ein Wahlgang statt. Die Zahl der Wahlberechtigten betrug 10306. 6773 Stimmen wurden abgegeben, die Wahlbeteiligung betrug 65,7 %. Die Zahl der gültigen Stimmen betrug 6754.
| Kandidat                        | Partei   | Stimmen | in %   | Anmerkungen |
| ------------------------------- | -------- | ------- | ------ | ----------- |
| Friedrich Boettcher             | NL       | 4811    | 71,2 % | 0           |
| Siegfried von Quast-Radensleben | K        | 1941    | 28,8 % | 0           |
| 0                               | Sonstige | 2       | 0      | 0           |

### 1884
Es fand nur ein Wahlgang statt. Die Zahl der Wahlberechtigten betrug 10399. 6831 Stimmen wurden abgegeben, die Wahlbeteiligung betrug 65,7 %. Die Zahl der gültigen Stimmen betrug 6802.
| Kandidat                        | Partei   | Stimmen | in %   | Anmerkungen |
| ------------------------------- | -------- | ------- | ------ | ----------- |
| Friedrich Boettcher             | NL       | 3589    | 52,7 % | 0           |
| Siegfried von Quast-Radensleben | K        | 1753    | 25,8 % | 0           |
| Theodor Barth                   | DFrP     | 1455    | 21,4 % | 0           |
| 0                               | Sonstige | 5       | 0,1    | 0           |

### 1887
Es fand nur ein Wahlgang statt. Die Zahl der Wahlberechtigten betrug 10854. 6495 Stimmen wurden abgegeben, die Wahlbeteiligung betrug 59,8 %. Die Zahl der gültigen Stimmen betrug 6444.
| Kandidat            | Partei   | Stimmen | in %   | Anmerkungen |
| ------------------- | -------- | ------- | ------ | ----------- |
| Friedrich Boettcher | NL       | 6264    | 97,2 % | 0           |
| 0                   | Zentrum  | 88      | 1,4 %  | 0           |
| 0                   | Sonstige | 92      | 1,4    | 0           |

### 1890
Es fanden zwei Wahlgänge statt. Die Zahl der Wahlberechtigten betrug 11082. 7855 Stimmen wurden im ersten Wahlgang abgegeben, die Wahlbeteiligung betrug 70,9 %. Die Zahl der gültigen Stimmen betrug 7834.
| Kandidat            | Partei   | Stimmen | in %   | Anmerkungen |
| ------------------- | -------- | ------- | ------ | ----------- |
| Friedrich Boettcher | NL       | 3353    | 42,8 % | 0           |
| Johannes Quistorp   | AS       | 1976    | 25,2 % | 0           |
| Otto Rohland        | DFrP     | 2005    | 25,6 % | 0           |
| Wilhelm Pfannkuch   | SPD      | 488     | 6,2 %  | 0           |
| 0                   | Sonstige | 12      | 0,2    | 0           |

8864 Stimmen wurden in der Stichwahl abgegeben, die Wahlbeteiligung betrug 80 %. Die Zahl der gültigen Stimmen betrug 8837.
| Kandidat            | Partei   | Stimmen | in %   | Anmerkungen |
| ------------------- | -------- | ------- | ------ | ----------- |
| Friedrich Boettcher | NL       | 5370    | 60,8 % | 0           |
| Otto Rohland        | DFrP     | 3467    | 39,2 % | 0           |
| 0                   | Sonstige |         |        | 0           |

### 1893
Es fand nur ein Wahlgang statt. Die Zahl der Wahlberechtigten betrug 11548. 8132 Stimmen wurden abgegeben, die Wahlbeteiligung betrug 70,4 %. Die Zahl der gültigen Stimmen betrug 8112.
| Kandidat            | Partei   | Stimmen | in %   | Anmerkungen |
| ------------------- | -------- | ------- | ------ | ----------- |
| Friedrich Boettcher | NL       | 4061    | 50,1 % | 0           |
| Johannes Quistorp   | DRefP    | 2109    | 26 %   | 0           |
| Gustav Roesicke     | BdL      | 1235    | 15,2 % | 0           |
| Gustav Garbe        | SPD      | 681     | 8,4 %  | 0           |
| 0                   | Sonstige | 26      | 0,2    | 0           |

Die Wahl wurde auf Antrag der Deutschen Reformpartei am 7. Mai 1895 vom Reichstag für ungültig erklärt.

### Ersatzwahl am 9. Juli 1895
Bei der Ersatzwahl am 9. Juli 1895 fanden zwei Wahlgänge statt. Die Zahl der Wahlberechtigten betrug 11670. 8489 Stimmen wurden im ersten Wahlgang abgegeben, die Wahlbeteiligung betrug 72,7 %. Die Zahl der gültigen Stimmen betrug 8462.
| Kandidat             | Partei   | Stimmen | in %   | Anmerkungen |
| -------------------- | -------- | ------- | ------ | ----------- |
| Julius Konrad Müller | DSozRefP | 3448    | 40,7 % | 0           |
| Friedrich Boettcher  | NL       | 2498    | 29,5 % | 0           |
| Adrian Schücking     | FrVP     | 1778    | 21 %   | 0           |
| Gustav Garbe         | SPD      | 702     | 8,3 %  | 0           |
| 0                    | Sonstige | 36      | 0,4    | 0           |

9109 Stimmen wurden in der Stichwahl abgegeben, die Wahlbeteiligung betrug 78 %. Die Zahl der gültigen Stimmen betrug 9072.
| Kandidat             | Partei   | Stimmen | in % | Anmerkungen |
| -------------------- | -------- | ------- | ---- | ----------- |
| Julius Konrad Müller | DSozRefP | 5081    | 56 % | 0           |
| Friedrich Boettcher  | NL       | 3991    | 44 % | 0           |
| 0                    | Sonstige |         |      | 0           |

### 1898
Es fanden zwei Wahlgänge statt. Die Zahl der Wahlberechtigten betrug 11732. 7162 Stimmen wurden im ersten Wahlgang abgegeben, die Wahlbeteiligung betrug 61 %. Die Zahl der gültigen Stimmen betrug 7146.
| Kandidat             | Partei   | Stimmen | in %   | Anmerkungen                    |
| -------------------- | -------- | ------- | ------ | ------------------------------ |
| Julius Konrad Müller | DSozRefP | 3394    | 47,5 % | 0                              |
| Gustav Fink          | NL       | 1458    | 20,4 % | 0                              |
| Wilhelm Schwarze     | Zentrum  | 53      | 0,7 %  | 0                              |
| Rickert              | FrVg     | 1057    | 14,8 % | Landesdirektor a. D. in Danzig |
| Ludwig Dettmering    | SPD      | 1169    | 16,4 % | 0                              |
| 0                    | Sonstige | 12      | 0,2    | 0                              |

7250 Stimmen wurden in der Stichwahl abgegeben, die Wahlbeteiligung betrug 61,8 %. Die Zahl der gültigen Stimmen betrug 7208.
| Kandidat             | Partei   | Stimmen | in % | Anmerkungen |
| -------------------- | -------- | ------- | ---- | ----------- |
| Julius Konrad Müller | DSozRefP | 4251    | 59 % | 0           |
| Gustav Fink          | NL       | 2957    | 41 % | 0           |
| 0                    | Sonstige |         |      | 0           |

### 1903
Es fanden zwei Wahlgänge statt. Die Zahl der Wahlberechtigten betrug 12321. 9101 Stimmen wurden im ersten Wahlgang abgegeben, die Wahlbeteiligung betrug 73,9 %. Die Zahl der gültigen Stimmen betrug 9065.
| Kandidat             | Partei   | Stimmen | in %   | Anmerkungen |
| -------------------- | -------- | ------- | ------ | ----------- |
| Heinz Potthoff       | FrVg     | 2891    | 31,9 % | 0           |
| Julius Konrad Müller | DSozRefP | 4155    | 45,8 % | 0           |
| Wilhelm Schwarze     | Zentrum  | 176     | 1,9 %  | 0           |
| Ludwig Dettmering    | SPD      | 1830    | 20,2 % | 0           |
| 0                    | Sonstige | 13      | 0,2    | 0           |

10253 Stimmen wurden in der Stichwahl abgegeben, die Wahlbeteiligung betrug 83,2 %. Die Zahl der gültigen Stimmen betrug 10228.
| Kandidat             | Partei   | Stimmen | in %   | Anmerkungen |
| -------------------- | -------- | ------- | ------ | ----------- |
| Heinz Potthoff       | FrVg     | 5184    | 50,7 % | 0           |
| Julius Konrad Müller | DSozRefP | 5044    | 49,3 % | 0           |

### 1907
Es fanden zwei Wahlgänge statt. Die Zahl der Wahlberechtigten betrug 12776. 11183 Stimmen wurden im ersten Wahlgang abgegeben, die Wahlbeteiligung betrug 87,5 %. Die Zahl der gültigen Stimmen betrug 11167.
| Kandidat                | Partei   | Stimmen | in %   | Anmerkungen |
| ----------------------- | -------- | ------- | ------ | ----------- |
| Heinz Potthoff          | FrVg     | 4609    | 41,3 % | 0           |
| Dieprand von Richthofen | DSozP    | 4057    | 36,3 % | 0           |
| Friedrich Boettcher     | NL       | 1373    | 12,3 % | 0           |
| Ernst Müller            | SPD      | 1122    | 10 %   | 0           |
| 0                       | Sonstige | 6       | 0,1    | 0           |

11252 Stimmen wurden in der Stichwahl abgegeben, die Wahlbeteiligung betrug 90,2 %. Die Zahl der gültigen Stimmen betrug 11498.
| Kandidat                | Partei | Stimmen | in % | Anmerkungen |
| ----------------------- | ------ | ------- | ---- | ----------- |
| Heinz Potthoff          | FrVg   | 5981    | 52 % | 0           |
| Dieprand von Richthofen | DSozP  | 5517    | 48 % | 0           |

### 1912
Es fanden zwei Wahlgänge statt. Die Zahl der Wahlberechtigten betrug 13661. 11758 Stimmen wurden im ersten Wahlgang abgegeben, die Wahlbeteiligung betrug 86,1 %. Die Zahl der gültigen Stimmen betrug 11731.
| Kandidat        | Partei   | Stimmen | in %   | Anmerkungen |
| --------------- | -------- | ------- | ------ | ----------- |
| Georg Vietmeyer | WVg      | 4403    | 37,5 % | 0           |
| Oskar Varnhagen | NL       | 2037    | 17,4 % | 0           |
| Otto Nuschke    | FoVP     | 3687    | 31,4 % | 0           |
| Karl Weddig     | SPD      | 1600    | 13,7 % | 0           |
| 0               | Sonstige | 4       | 0      | 0           |

12.280 Stimmen wurden in der Stichwahl abgegeben, die Wahlbeteiligung betrug 89,9 %. Die Zahl der gültigen Stimmen betrug 12.231.
| Kandidat        | Partei | Stimmen | in %   | Anmerkungen |
| --------------- | ------ | ------- | ------ | ----------- |
| Georg Vietmeyer | WVg    | 6192    | 50,6 % | 0           |
| Otto Nuschke    | FoVP   | 6039    | 49,4 % | 0           |

### Ersatzwahl 1913
Nachdem der Deutsche Reichstag am 7. April 1913 die Wahl von Georg Vietmeyer vom 12. Januar 1912 wegen Nichteinhaltung von Formvorschriften, Einflussnahmen von Seiten der Behörden und Behinderungen der Wahlagitation für ungültig erklärt worden war, kam es zu einer Ersatzwahl.
Es fanden zwei Wahlgänge statt.
| Kandidat          | Partei | Stimmen | in % | Anmerkungen |
| ----------------- | ------ | ------- | ---- | ----------- |
| Georg Vietmeyer   | WVg    | 5648    |      | 0           |
| Friedrich Naumann | FoVP   | 4947    |      | 0           |
| Karl Weddig       | SPD    | 1016    |      | 0           |

Bei der Stichwahl ergab sich folgendes Ergebnis:
| Kandidat          | Partei | Stimmen | in %   | Anmerkungen |
| ----------------- | ------ | ------- | ------ | ----------- |
| Georg Vietmeyer   | WVg    | 6327    | 48,9 % | 0           |
| Friedrich Naumann | FoVP   | 6602    | 51,1 % | 0           |